# Eupolemus
Eupolemus is een geslacht van wantsen uit de familie van de Acanthosomatidae (Kielwantsen). Het geslacht werd voor het eerst wetenschappelijk beschreven door William Lucas Distant in 1910.

## Soorten
Het genus bevat de volgende soorten:

- Eupolemus angularis (Reuter, 1881)
- Eupolemus angustulus (Reuter, 1881)
- Eupolemus insularis Distant, 1910
- Eupolemus languidus (Stål, 1860)
- Eupolemus maculicollis (Reuter, 1881)
- Eupolemus marginatus (Reuter, 1881)
- Eupolemus picturatus Distant, 1910
- Eupolemus tasmanicus (Distant, 1910)
- Eupolemus venustulus (Walker, 1867)
- Eupolemus virescens (Dallas, 1852)